# ATWA
ATWA (Air, Trees, Water, Animals and All The Way Alive —en español: Aire, Árboles, Agua, Animales y todas las formas de vida—) representa el mandato inflexible ecológico propuesto por el célebre convicto estadounidense Charles Manson. ATWA hace referencia a los nombres de los sistemas de vida relacionados y apoyados entre sí de la Tierra. Charles Manson y sus asociados, sobre todo Lynette Fromme y Sandra Good, utilizan el término para nombrar a las fuerzas de la vida que mantienen el equilibrio de la Tierra.

## Orígenes
Manson fue puesto en libertad condicional en 1967 y encontró un ambiente acogedor en la contracultura emergente. Junto con un pequeño séquito de jóvenes descontentos, se dieron a la fuga de la locura de las ciudades y establecieron una colonia comunal en Rancho Spahn, en las montañas de Santa Susana, en las afueras de Los Ángeles, California. El grupo comenzó a hacer incursiones de supervivencia en Death Valley (el Valle de la Muerte) con el fin de explorar más áreas remotas del desierto, y en septiembre de 1969 algunos miembros intentaron frustrar las construcciones de carreteras cercanas, prendiendo deliberadamente un costoso aparato para mover tierra en llamas. Este acto inicial de sabotaje ocurrió varios años antes de que el concepto fuera popularizado por Edward Abbey, Dave Foreman, y otros ambientalistas radicales. En diciembre de 1969, Manson fue detenido por provocar el incendio de un cargador de tierra removida del Valle de la Muerte y en 1971, fue declarado culpable de conspiración por cometer los asesinatos de siete personas. 

## Lynette Fromme y Sandra Good
En los años después de la condena y el encarcelamiento de Manson con una sentencia de por vida, sus asociados Lynette Fromme y Sandra Good se convirtieron cada vez en más activas en sus esfuerzos por aumentar la conciencia del fracaso del sistema actual para la conservación de la Tierra.
En 1975, Lynette Fromme fue considerada culpable de intento de asesinato del entonces presidente Gerald Ford (aunque no había bala en la recámara de la pistola). Cuando la interrogaron estando en custodia se le preguntó por qué había apuntado con la pistola, y contestó que fue "debido a los bosques de secuoyas". También estuvo involucrada en múltiples asesinatos. En agosto de 2009, Fromme fue liberada de su prisión federal después de cumplir 34 años.
Sandra Good fue encarcelada durante 10 años por la conspiración para enviar cartas amenazadoras a los ejecutivos corporativos a menos que sus empresas dejaran de contaminar el medio ambiente. Después de su liberación en 1985, Good lideró una campaña en contra de International Paper Co., en defensa del lago Champlain.

## En la cultura popular
En 2001, Serj Tankian y Daron Malakian, de la banda System of a Down, escribieron una canción para el álbum Toxicity llamada «ATWA», en referencia a Charles Manson y su causa ecológica. Luego del fallecimiento de Manson, Malakian dijo: «estoy muy triste por escuchar las noticias sobre la muerte de Charles Manson. Las entrevistas y música de Manson fueron una gran influencia para mí como artista, sobre todo cuando estaba escribiendo el álbum Toxicity. Titulé la canción “ATWA” por la organización ambiental de Manson. Me interesaba la manera en que pensaba y cómo veía a la sociedad, no sus crímenes».